# Minoische Keramik

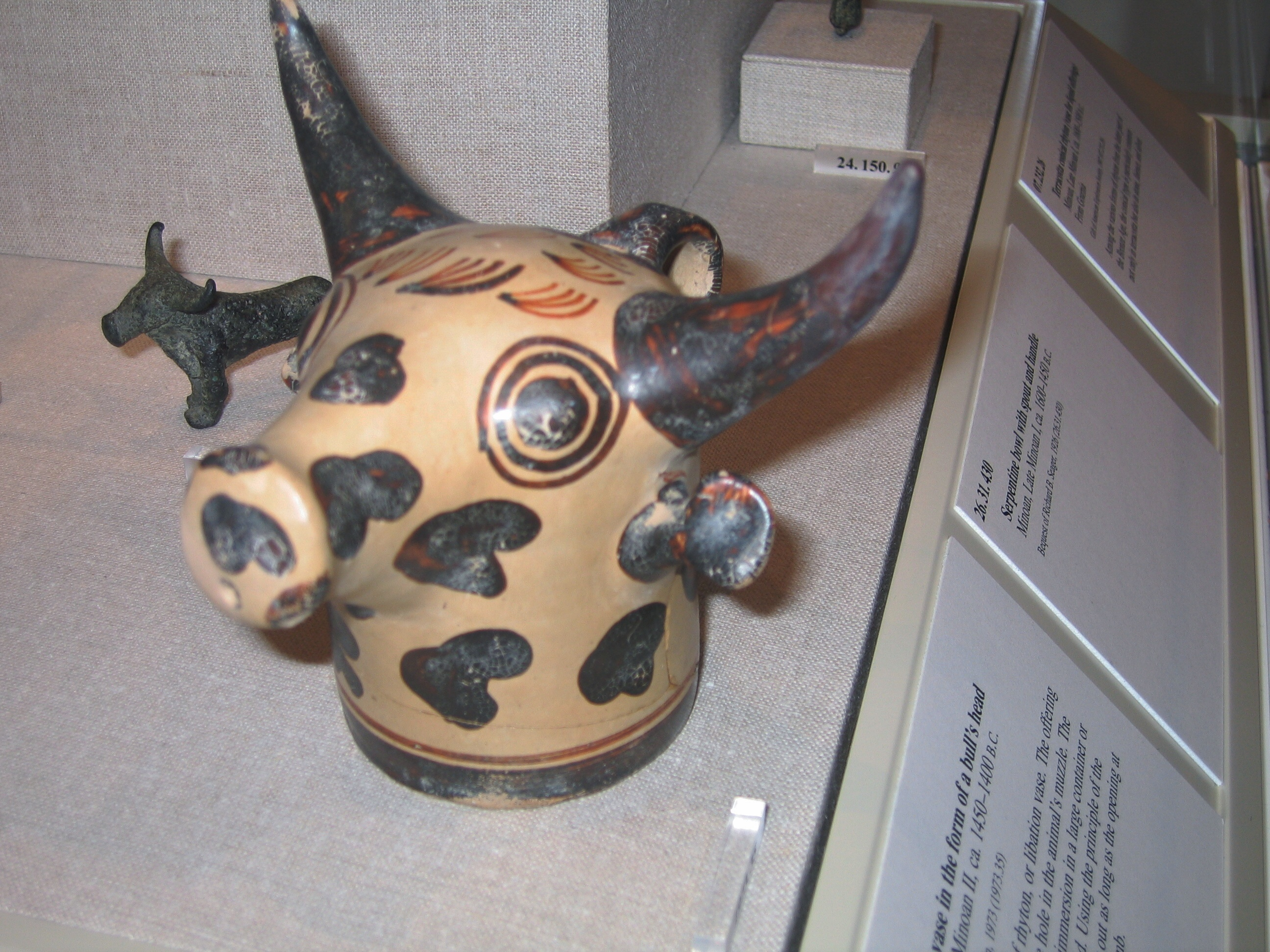
Gefäß in Form eines Stierkopfes (Terrakotta, etwa 1450–1400 v. Chr.)

Als minoische Keramik oder Kreto-Minoische Keramik werden Keramikstile der minoischen Kultur zusammengefasst, die sich auf dem bronzezeitlichen Kreta etwa zwischen 2800 und 1100 v. Chr. entwickelten. Die minoische Vasenmalerei hatte ihre Höhepunkte in der Zeit der Alten und Neuen Paläste (2000–1400 v. Chr.). Die minoische Keramik spielt als Indikator auch eine große Rolle in der minoischen Chronologie.

## Geschichte

### Vorpalastzeit
Schon vor dem Bau der ersten kretischen Paläste kam es zu beachtlichen Neuerungen im Keramikgewerbe: Die vermutlich in Mesopotamien entwickelte, schnell drehende Töpferscheibe wurde auf Kreta eingeführt. Da dadurch die Produktion wesentlich schneller vonstattenging, entwickelten die Töpfer mit zunehmender Kunstfertigkeit neue Keramikstile, unter denen der Vassiliki-Stil und der Pyrgos-Stil eine leitgebende Rolle einnahmen. Weitere Stile der Vorpalastzeit waren der frühvorpalastzeitliche Agios-Onouphrios-Stil und der weiße Stil.

### Altpalastzeit
In der alten Palastzeit kam es mit dem Kamares-Stil zu einer ersten Blütezeit kreto-minoischer Keramik. Die Gefäße zeichnen sich durch sehr dünne Wände und abstrakte Bemalungen aus, wobei meist mit roter oder weißer Farbe auf den schwarzen Grund gemalt wurde. Wegen ihrer Dünnwandigkeit werden sie auch als Eierschalenware bezeichnet.

### Neupalastzeit
Mit dem Beginn der zweiten Palastperiode wandten sich die minoischen Maler mit dem Flora-Stil und dem Meeresstil wieder Motiven aus der Natur zu. Die Gefäße des Florastils sind häufig mit Lilien, Papyrusstauden oder -blüten, Safran, Iris und Blätterwerk versehen. Beliebte Motive des Meeresstils waren hingegen Oktopus, Purpurschnecke, Nautilus, Seestern und Korallen.
In der letzten Phase minoischer Vasenmalerei bildet sich der Palaststil heraus. In ihm finden sich wieder Anzeichen geometrischer Strenge. Die Produktion in diesem Stil bemalter Gefäße war allerdings auf Knossos beschränkt.

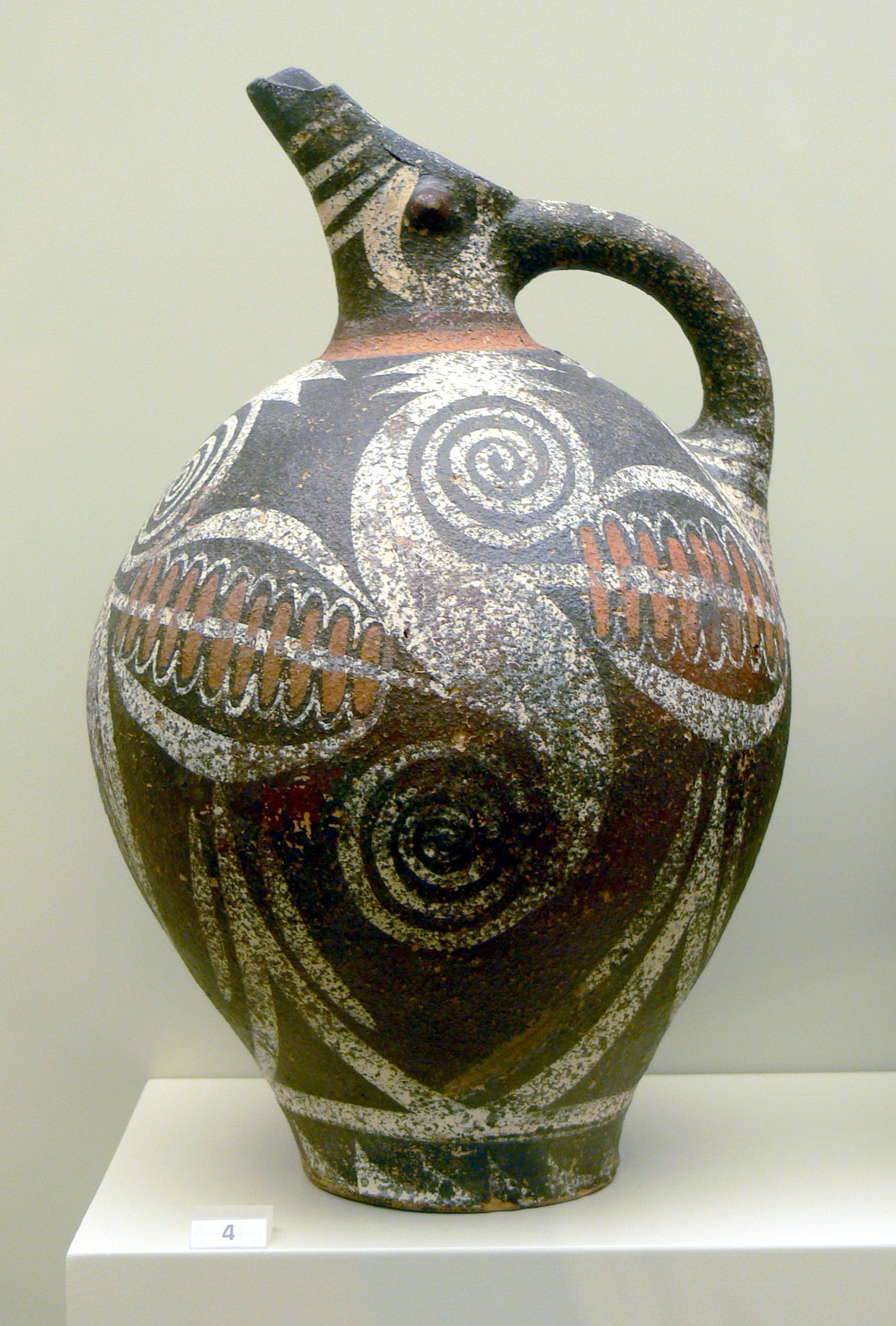
Schnabelkanne im Kamares-Stil. Altpalastzeit (2100–1700 v. Chr.)
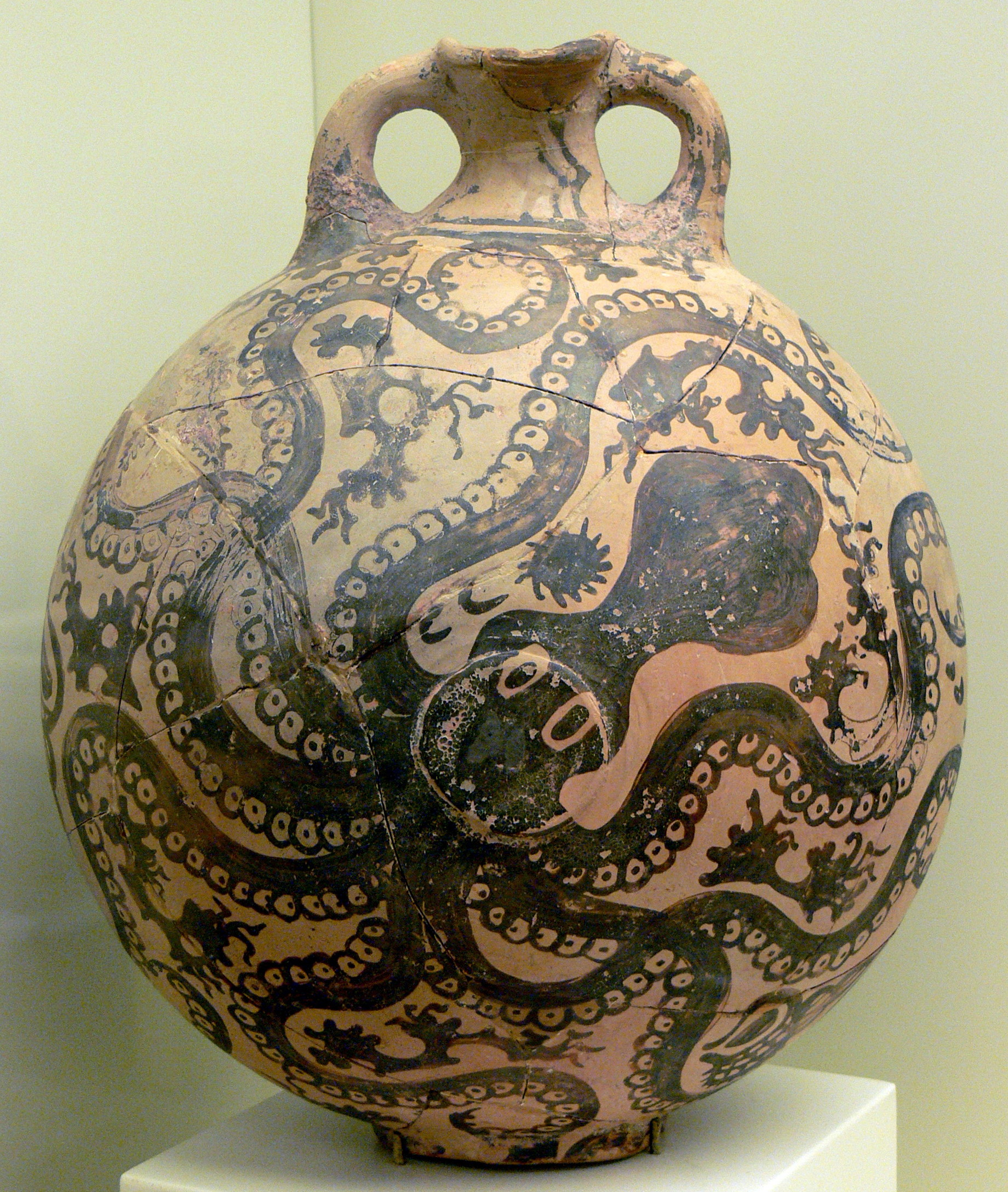
Flasche im Meeres-Stil, Neupalastzeit (um 1500 v. Chr.)
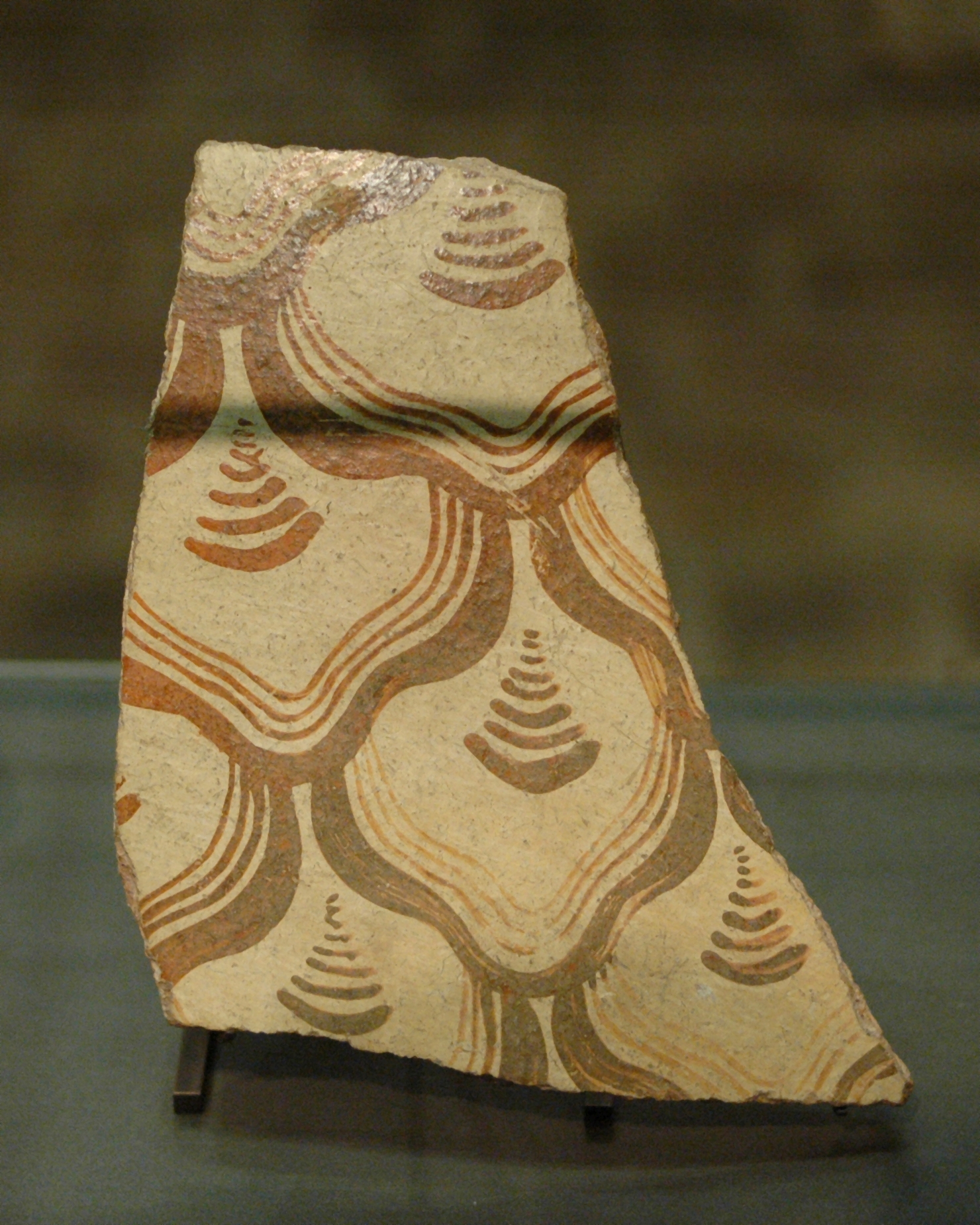
Fragment aus Knossos, Palaststil (1450–1400 v. Chr.)
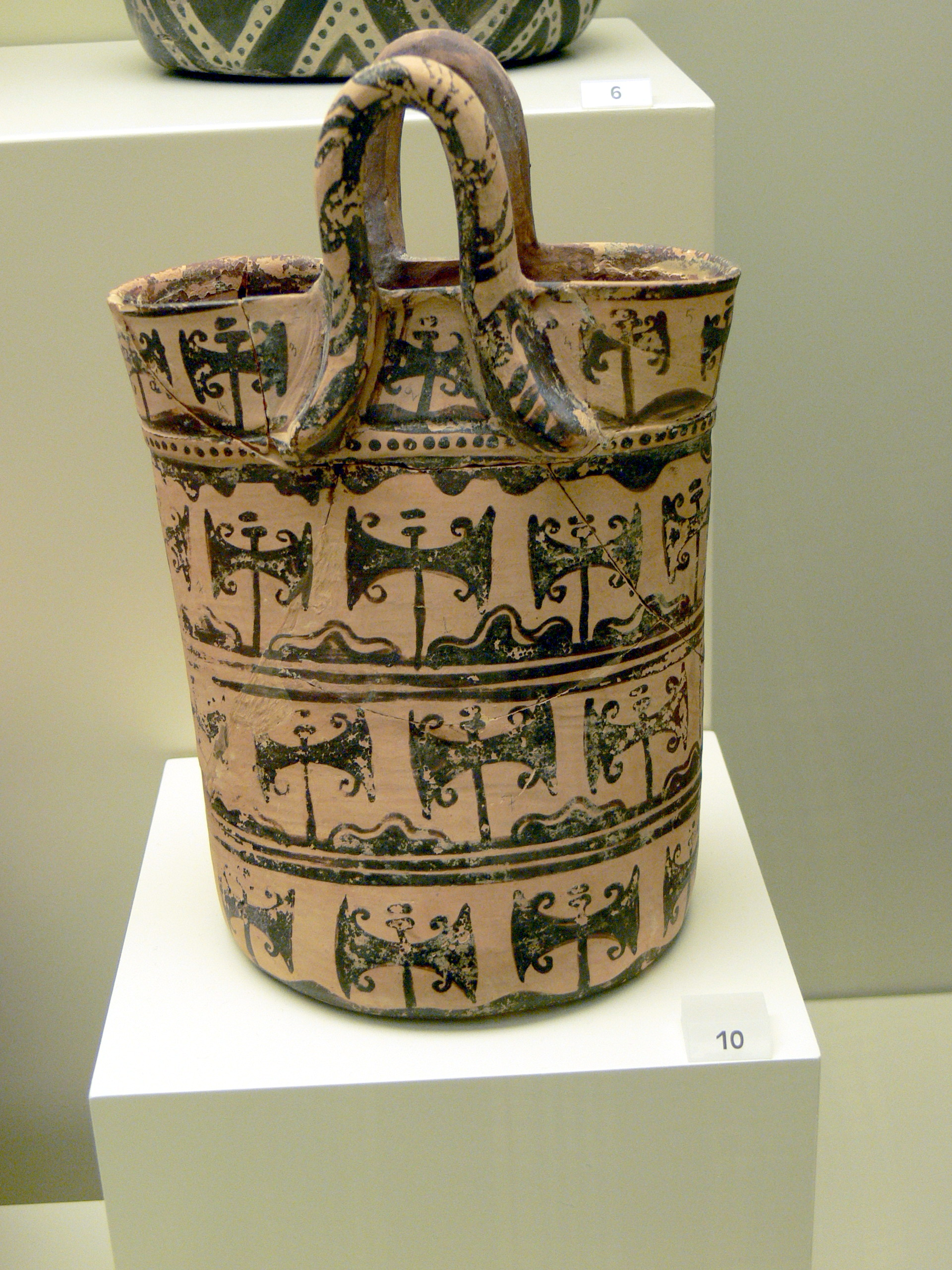
Ton-„Tasche“ mit Doppelaxtsymbolen, Nachpalastzeit (1450–1200 v. Chr.)

Als Elemente kommen vor allem Ritual- und Sakraldarstellungen sowie Löwen- oder Stierköpfe vor. Einfachere Gefäße wurden häufig geometrisch verziert. Die Farbgebung war meist rot, braun, schwarz und weiß. Besondere Gefäßformen waren vielfältige Schnabelkannen.
Der Althistoriker Angelos Chaniotis schreibt dazu: „… die minoische Keramik ruft durch … technisches Können … Bewunderung hervor und lässt ein Gefühl von der Natur- und Lebensfreude der Kreter erahnen …“